# Bitwa pod Smoleńskiem (1812)
Bitwa pod Smoleńskiem – starcie zbrojne, które miało miejsce w dniach 16–18 sierpnia 1812, w czasie kampanii rosyjskiej Napoleona.
Starły się tutaj armia francusko-polska w sile 175 tysięcy żołnierzy, dowodzonych przez Napoleona, oraz armia rosyjska w sile 130 tysięcy żołnierzy, nad którymi komendę sprawował gen. Michaił Barclay de Tolly. Do Smoleńska jako pierwsze wkroczyły oddziały polskie. Po zaciekłej bitwie, w której wyraźnie przeważały jednostki francusko-polskie, Rosjanie wycofali się ze Smoleńska, po drodze paląc miasto (z 2,5 tys. domów ocalało 350). Na polu bitwy zginęło 11 tys. Rosjan i około 9 tys. Francuzów i Polaków.
W bitwie o Smoleńsk wzięli udział wybitni polscy wojskowi, m.in.: generał Michał Grabowski (dowódca brygady w V Korpusie Wielkiej Armii, poległ w bitwie), pułkownik Jan Krukowiecki (ciężko ranny), generał Józef Zajączek (ranny), oraz szef szwadronu artylerii konnej Józef Longin Sowiński.
Bitwa została upamiętniona wpisem na wschodnim filarze Łuku Triumfalnego w Paryżu.
Walki żołnierza polskiego pod Smoleńskiem zostały, po 1990 r., upamiętnione na Grobie Nieznanego Żołnierza w Warszawie napisem na jednej z tablic, „SMOLEŃSK 17 VIII 1812”.

## Galerie

Voyage pittoresque et militaire de Willenberg en Prusse jusqu'a Moscou 1827 (128823212)
Voyage pittoresque et militaire de Willenberg en Prusse jusqu'a Moscou 1827 (128823247)
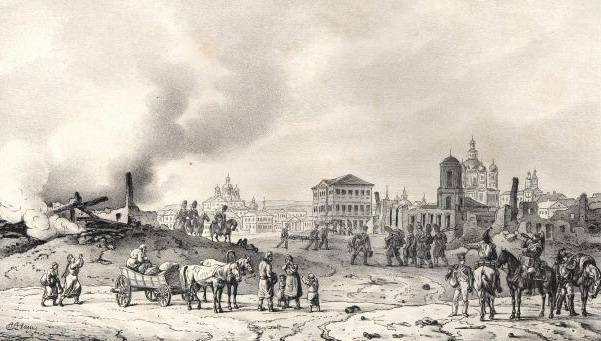
Smolensk par Albrecht Adam
Voyage pittoresque et militaire de Willenberg en Prusse jusqu'a Moscou 1827 (128823281)